# 趙在允
趙在允（1974年10月29日—），韓國男演員。

## 影視作品

### 劇集

#### 2000年代
- 2000年：KBS《秋天的童話》
- 2007年：MBC《H.I.T》
- 2007年：OCN《黑幫奶爸》
- 2007年：MBC《李祘》
- 2008年：MBC《伊甸園之東》
- 2009年：SBS《Dream》飾演 刀魚

#### 2010年代
- 2010年：SBS《秘密花園》飾演 攝影師（特別出演）
- 2011年：KBS《榮光的在仁》
- 2011年：KBS《重案組》
- 2012年：OCN《英雄》飾演 榮俊
- 2012年：SBS《紳士的品格》飾演 金警官
- 2012年：SBS《追擊者 THE CHASER》飾演 朴永石
- 2012年：SBS《我的愛蝴蝶夫人》
- 2012年：KBS《田禹治》飾演 哲堅
- 2012年：TBS／SBS PLUS（朝鲜语：SBS 플러스）《浪漫滿屋 TAKE2》飾演 在中國的出租車司機
- 2013年：MBC《九家之書》飾演 馬奉出
- 2013年：Mnet《Monstar》飾演 洪經理
- 2013年：KBS《劍與花》飾演 夫治
- 2013年：SBS《主君的太陽》
- 2013年：tvN《請回答1994》飾演 金在亨
- 2013年：MBC《奇皇后》飾演 句塔
- 2014年：KBS《Drama Special－亂停車》
- 2014年：tvN《詐欺遊戲》飾演 具達九
- 2015年：KBS《Blood》飾演 禹一南
- 2015年：tvN《一起吃飯吧2》飾演 美蘭的丈夫
- 2015年：SBS《深夜食堂》飾演 光祖
- 2015年：JTBC《LAST》飾演 蛇眼
- 2016年：KBS《太陽的後裔》飾演 陳永壽
- 2016年：tvN《吹笛子的男人》飾演 韓志勳
- 2016年：JTBC《Fantastic》飾演 吳昌錫
- 2016年：MBC《拖旅行箱的女人》
- 2017年：OCN《Voice》EP01飾演 殺人通緝犯（特別出演）
- 2017年：SBS《被告人》飾演 申哲植
- 2017年：OCN《救救我》飾演 趙完泰
- 2017年：OCN《Black》飾演 地獄使者 No.007
- 2017年：KBS《Mad Dog》飾演 朴順正
- 2018年：SBS《油膩的Melo》飾演 吳孟達
- 2018年：SBS《胸腔外科-盜取心臟的醫生們》飾演 黃鎮哲
- 2018年：OCN《Player》飾演 申庸國
- 2018年：JTBC《Sky Castle》飾演 禹楊宇
- 2019年：OCN《救救我2》飾演 派出所所長
- 2019年：MBC《新入史官丘海昤》飾演 金戚占（特別出演）
- 2019年：tvN《抓住幽靈》飾演 李萬真

#### 2020年代
- 2020年：JTBC《模範刑警》飾演 李大哲
- 2021年：tvN《Mouse》飾演 Daniel Lee
- 2021年：SBS《Penthouse 2》飾演 黄金峰
- 2022年：tvN《還魂》飾演 陳武
- 2022年：tvN《還魂 2》飾演 陳武
- 2022年：Disney+[5]
- 2023年：SBS《7人的逃脫》飾演 南哲宇
- 2024年：MBC《夜晚開的花》飾演 姜必直
- 2024年：SBS《7人的復活》飾演 南哲宇
- 2024年：MBC《白雪公主非死不可—Black Out》飾演 沈東民
- 2024年：tvN《愛在獨木橋》EP01飾演 朴東進（特別出演）
- 2025年：Netflix《吞金》飾演 照幫夙

### 電影
- 2003年：《歪妹無敵追男記》
- 2006年：《不需要愛情》
- 2006年：《中天》
- 2009年：《海洋男孩》
- 2009年：《作戰（朝鲜语：작전 (영화)）》(股神戰場)
- 2009年：《國家代表》
- 2009年：《父山》
- 2010年：《大叔》
- 2010年：《黃海》
- 2010年：《殭屍先生》
- 2011年：《我爱你（朝鲜语：그대를 사랑합니다 (영화)）》飾演 君奉的次男
- 2011年：《逮捕王》
- 2011年：《型男特偵組》
- 2012年：《羅曼斯·曹》
- 2013年：《7號房的禮物》飾演 金典獄官
- 2013年：《王牌巨猩》飾演 醫生
- 2013年：《嫌疑者》
- 2014年：《殺人委託》
- 2014年：《把爸爸借給你》
- 2015年：《上班女郎》飾演 劉基天
- 2015年：《局內人》
- 2016年：《那天的氛圍》飾演 姜學長
- 2016年：《來看我吧》
- 2017年：《即使中二也沒關係》
- 2017年：《非正式特工》飾演 朴次長
- 2017年：《The Prison》飾演 洪彪
- 2017年：《時間外的家》
- 2017年：《犯罪都市》飾演 黃春植
- 2017年：《逆謀：叛亂的時代》
- 2017年：《殺人者的記憶法》
- 2018年：《危險的邂逅》
- 2020年：《黄金之旅》飾演 安警官（特別出演）
- 2021年：《非常八卦（朝鲜语：썰）》饰演 李总务
- 2021年：《攔截聲命線》饰演 德八
- 2021年：《兄弟（朝鲜语：브라더 (2021년 영화)）》饰演 郑勇植
- 2022年：《起飛：站在海浪上（朝鲜语：테이크오프: 파도위에 서다）》饰演 允在
- 2022年：《闲山：龙的出现》饰演 真鍋左馬允
- 2022年：《英雄》饰演 禹德淳
- 2023年：《怪谈晚餐（朝鲜语：괴담만찬）》
- 2023年：《需云杂方》饰演 郑判书

## 綜藝節目
- 2016年：MBC《真正的男人》第2季同伴入伍特輯（與柳承秀）
- 2018年：MBC every1《海洋警察》（與金秀路、郭時暘、Yura）
- 2019年：tvN《Coffee Friends》（與柳演錫、孫浩俊、崔智友、梁世宗）
- 2020年：tvN《穿正南的惡魔》（與裴正南）

## 獲獎
- 2016年：第2届Scene Stealer庆典—本赏
- 2016年：第9屆韓國電視劇節—男子優秀賞《太陽的後裔》
- 2020年：第11届大韩民国大众文化艺术奖文化体育观光部部长表彰
- 2021年：韩流文化大奖颁奖礼—演员部门最佳抢镜者
- 2022年：KBS演艺大奖—最佳情侣奖
- 2024年：大韩民国第一品牌大奖—抢镜男演员

## 外部連結
- 趙在允的Instagram帳戶
- 趙在允在NAVER上的资料
- 趙在允在Daum上的资料